# 1337
سنة 1337 كانت سنة بسيطة تبدأ يوم الأربعاء من تقويم يولياني.

## أحداث
- بداية حرب المائة عام في 1337 والتي انتهت في 1453.

### يناير -ديسمبر
16مارس -إدوارد الأمير الأسود أنشأ رتبة دوق كورنوال ليصبح الدوق الأول لإنكلترا.

## مواليد
- جين فروسارت المؤرخ من هينو(مات عام 1405)
- لويس الثاني، دوق بربون (مات عام 1410)

## وفيات
- جوتو دي بوندوني
- مانسا موسى